# Məzrə (Babək)
Məzrə è un comune dell'Azerbaigian situato nel distretto di Babək.